# Зерносушарка

Зерносушарка

Зерносушарка або сушарка зернова — пристосування (обладнання) для сушіння зернових, олійних і зернобобових культур.

## Опис
Зерносушарка — це пристрій для стабільного обдування зерна. Основна функція — сушіння зернових та олійних культур, тобто зниження вологості продукту, що сушиться до значень, при яких продукт (зерно) можна безпечно закласти на тривале зберігання, не побоюючись виникнення осередків самозігрівання. При вірно підібраному режимі сушки відбувається фізіологічне дозрівання зерна та поліпшення його якості.
Найстаріше зерносховище у світі датується приблизно 9500 до н. е.; либонь воно було розташоване в долині річки Йордан. З деяких джерел відомо про зерносховище в долині Інду в Пакистані, яке працювало від 6000 до н. е. Силоси в Мегіддо (побудовані приблизно в 725 році до н. е. в Палестині) могли вміщати 340 метричних тонн зерна. Цього вистачало, щоб годувати невелике місто протягом цілого року. Зерносховища на території Європи з'явилися значно пізніше, ніж на Сході. Приблизно 80–15 м до н.е.
На Русі зберігати могли як снопи на жердинах, над і під якими проходили струмені повітря, так і обмолочене зерно, котре продувалося теплим повітрям за допомогою ковальських міхів. Для сушіння снопів у дощовиту погоду використовувалися печі-оситі в клунях.

## Класифікація

### За принципом сушіння

#### Потокові
Процес завантаження, сушки, охолодження, вивантаження відбувається в потоковому режимі. Плюсом даного принципу роботи є зручність налагодження обладнання в потік при умові приблизно однакової базової вологості продукту, а також висока енергоефективність — приблизно 1 кг пропану на 1 тоно/відсоток. До мінусів можна віднести сушку продукту, найчастіше продуктом згорання, та падінням схожості зерна. Крім випадків використання зерносушарок з теплогенератором.

#### Циклічні
Процес завантаження, сушки, охолодження, вивантаження відбувається послідовно (циклічно). До плюсів даного принципу роботи можна віднести універсальність (за один цикл можна зняти як 2 % так і 20 % вологості) і економічну витрату палива, малі тепловитрати (в залежності від сушарки, інколи і великі) на нагрівання металоконструкції самої зерносушарки. До мінусів можна віднести обмежений обсяг висушуємо продукту за одне сушіння (цикл).

### За принципом конструкції

#### Мобільні сушарки
Можуть бути як циклічними так і поточними. Найбільшою популярністю у споживачів користуються циклічні мобільні зерносушарки. Вони менш затратні, оскільки не вимагають додаткових будівельних робіт, розробок проєктів і кошторисів, отримання безлічі погоджень. Серед різноманіття мобільних зерносушарок, а модельний ряд може сягати від 9 до 102 м³ за одне сушіння, що дозволяє їм змагатися зі своїми стаціонарними побратимами. Якість сушіння даними зерносушарками під великим питанням. Їхні характеристики завищенні виробниками найчастіше в декілька разів. Витрати енергії дуже великі. Теплогенератори, які постачаються разом з сушарками, мають низьку якість і швидко прогоряють. Дуже товстий шар зерна не дає можливості просушити його швидко, у великих моделях процес сушки інколи займає більш як 24 години.

#### Баштові зерносушарки
Принцип дії такий же, як у всіх поточних зерносушарок: продукт надходить вологим, а після того, як він пройшов через машину зверху вниз, він виходить сухим і охолодженим. Сушка продукту відбувається шляхом продувки нагрітим повітрям при проходженні між двома сітчастими циліндрами, які мають вертикальне розташування. Плюсом даної конструкції можна віднести високу прохідність продукту, що сушиться, тому що відсутні похилі площини (шахти) на яких могло б статися зависання або зосередження продукту, сушка відбувається між двох вертикальних сітчастих циліндрів, де залипання продукту практично неможливе. Конструкція з рекуперацією в 90 % варіантів: все тепло від процесу охолодження зерна захоплюється і надходить у зону нагріву, в результаті є значна економія палива на нагрівання повітря. Холодне повітря приходить через зерно від вулиці через нагріте зерно в зоні охолодження і попередньо нагрівається. У даних зерносушарках стінові панелі виконані з перфорованих листів з великою поверхнею випаровування, які піддаються впливу зовнішніх потоків повітря, в порівнянні з іншими сушарками, дозволяючи проходити більшому обсягу повітря в одиницю часу, щоб поглинути і видалити вологу. Стаціонарні баштові сушарки також володіють перевагою, яке дозволяє використовувати висоту для збільшення потужності сушки. Досконало виготовлена баштова зерносушарка дуже якісно і з малими енерговитратами сушить кукурудзу, злакові, насіння соняшника і т. ін.

#### Модульні сушарки
Горизонтальні (або вертикальні) модульні (колонкові) сушарки засновані на принципі поперечної подачі повітря (гарячого і холодного) через шар зерна, що протікає між стінками з перфорованих листів. Модульними або колонковими сушарки називають через конструктивні особливості їхнього компонування — сушка складається з модулів і колон (секцій), кількість яких залежить від заявленої споживачем продуктивності агрегату. Принцип роботи таких сушок досить простий і полягає в наступному:
- Зерно надходить у верхню частину сушарки, де розташований шнек, який розподіляє зерно по всій довжині сушарки і завантажує колони почергово. Можливе виконання сушарки у вигляді круглої вежі з подвійними перфорованими стінками — в цьому випадку заповнення всієї сушарки відбувається під дією гравітації і верхній шнек відсутня;
- Вентилятор нагнітає в камеру повітря з навколишнього середовища, який надалі ділиться на два потоки. Один потік надходить у камеру змішування, а другий гріється пальником. У камері змішування обидва потоки за допомогою відбивачів змішуються, забезпечуючи рівномірність температури реагенту сушіння в будь-якій точці камери;
- Внутрішня і зовнішня стінки колони перфоровані, що дає можливість агенту сушіння продувати шар зерна, забезпечуючи температуру зерна, задану оператором;
- У нижній частині сушіння розташовані дозувальні вальці, швидкістю обертання яких регулюється час знаходження зерна в колонах, тим самим забезпечуються ті чи інші режими сушіння;
- Вивантаження висушеного зерна із сушарки проводиться нижнім гвинтовим або скребковим транспортером.

#### Шахтні сушарки
Шахтні зерносушарки складаються з сушильної й охолоджувальної шахт, над- і підсушильного бункерів, завантажувального і випускного пристроїв, що транспортує обладнання, тепловентиляційні системи, пилоочисного пристроїв, обладнання та приладів для дистанційного контролю та автоматичного регулювання процесу сушіння. Сушарки виконані у вигляді вертикальних шахт прямокутного перерізу, усередині яких горизонтальними рядами встановлені повітророзподільні короби п'ятигранної форми. Проти одного з торців кожного короба в шахті зроблено вікно, а з іншого торця він закритий. Короби поділяють на підвідні та відвідні: у перших вікна розташовані з боку подачі агента сушіння (сушильна шахта) або атмосферного повітря (охолоджувальна шахта), що відводять короби, навпаки, відкриті з боку виходу агента сушіння (повітря). Підвідні та відвідні короби чергуються через один ряд або розташовані в одному ряду через один. Для кращого перемішування зерна короба розташовують у шаховому порядку. Число відвідних і підвідних коробів зазвичай однакове. Простір між коробами заповнюється зерном. Агент сушіння (чи повітря), надходячи з підвідного короба, проходить через шар зерна (товщину шару і напрямок потоку визначають взаємним розташуванням підвідних і відвідних коробів), де відбувається тепловологообмін, і потім потрапляє в відвідний короб. У шахтних прямоточних сушарках, як правило, у верхній частині шахти розташована зона сушіння, у нижній — зона охолодження. У першій зерно продувається агентом сушіння, у другій — атмосферним повітрям. Конструкція сушильної і охолоджувальної частин шахти однакова.
Час перебування зерна в шахті регулюють спеціальним механізмом, розташованим в нижній частині підсушильного бункера. Чим повільніше випускають зерно з шахти, тим більше часу воно знаходиться під впливом агента сушіння і, отже, більше висушується. Швидкістю випуску зерна можна впливати на температуру нагрівання зерна. Наявність декількох випускних механізмів на одній шахті дозволяють вирівнювати швидкості переміщення зерна по перетину шахти. Шахтні сушарки можуть працювати під розрядкою або при надлишковому тиску. У першому способі агент сушіння пронизує шар зерна користуючись зі створюваного вентилятором розрядження в шахті (робота на всмоктування), у другому — агент сушіння нагнітається вентилятором в шар зерна. Можуть використовуватися в одній сушарці обидва способи: сушильна зона працює при надлишковому тиску, а зона охолодження — під розрядкою. Для східчастих режимів сушіння сушильні шахти поділяють на зони (дві або три) При роботі сушарки під надлишковим тиском кожну зону обслуговує самостійний вентилятор. При роботі сушарки під розрядкою один вентилятор обслуговує дві зони.
Відомі шахтні зерносушарки з декількома сушильними камерами, які працюють послідовно або паралельно з рециркуляцією частини матеріалу для сушки, містять норії з башмаками (приймачами} для подачі сирого зерна в бункер і переміщення рециркулюючого зерна, шнек для випуску висушеного зерна з камер і пристрій для отримання газоповітряної суміші. Якщо судити за часом життєвого циклу цього виробу, то шахтні сушарки безумовні лідери, точніше довгожителі. Більшість шахтних зерносушарок відрізняє висока продуктивність, яка може досягати 150—300 планових тонно/відсотків на годину.

#### Карусельні сушарки
Карусельна сушарка призначена для сушіння зерна, містить утворену зовнішнім і внутрішнім огорожами і перфорованим днищем сушильну камеру, причому перфороване дно виконане у вигляді карусельної платформи.

## Вибір обладнання
При виборі зерносушильного обладнання необхідно враховувати безліч чинників для того, щоб обране обладнання максимально відповідало потребам господарства або елеватора, також було економічним і простим в експлуатації перш за все варто звернути увагу на такі показники як: енергоефективність, продуктивність, металоємність.
Основні вимоги до зерносушарок:
- Сушарка повинна бути відносно недорогою, але зробленої з хороших матеріалів — довговічною, всі процеси сушіння повинні бути автоматизовані й контрольовані;
- Продуктивність сушарки повинні відповідати масштабам вашого господарства. Зайвого не треба, воно вам грошей коштувати буде!
- Паливо повинно бути зручним для вас і недорогим. Пелети, газ або дрова вирішувати вам;
- Якщо ви вирощуєте кукурудзу, вам звичайно потрібна сушарка з можливістю інтенсивної сушки й, бажано, із зовнішнім вентильованим бункером для охолодження зерна. Це підвищить ККД сушки на 25–30 %!
- Персонал не останній фактор, чим менше шанс, що ваше обладнання «постраждає» через помилки персоналу, тим краще вам. Тому — максимум автоматизації і блокувань «захист від дурня»!
- Чим зручніше обслуговування, тим продуктивніше й довше служить сушарка.
- При будівництві нового зерносушильного комплексу (ділянки) необхідно відразу думати про комплекс з зерноочистки, сушарки, накопичувальних силосів, складів і норій.